# روشت بزرگ
روشت بزرگ یکی از روستاهای استان آذربایجان شرقی است که در دهستان بناجوی شمالی بخش مرکزی شهرستان بناب واقع شده‌است.این روستا ۵۰۰۰ نفر جمعیت دارد.
 از لابلای تاریخ
پس از حضور نیروهای روس در مراغه و سیاست حذف وابستگان نیروی مقابل، سیداسماعیل سیدی(نماینده شرکت نفت ایران و انگلیس در مراغه) در سال 1324 هنگام خروج از مراغه در نزدیک روستای روشت بزرگ توسط وابستگان نیروهای ارتش سرخ ترور شد.

## ویژگی های بافت
در مورد ویژگی های بافت روستا همین می توان گفت که مردمانی دارای فرهنگ دیرین هستند و مهمان نواز
در گوشه و کنار این روستای باصفا باغ های انگور، بادام، گردو، سیب، سنجد و... به چشم می خورد.

## مراسم
مردم روستای روشت بزرگ از گذشته های دیرین تا کنون عشق به خدای یگانه و محبت اهل بیت را در دل داشته و این سنت را به کودکان خود به ارث برده اند.
مردم روشت بزرگ به احترام سال روز ورود امام حسین به کربلا را به عنوان روز علم بندی که سوم محرم است برپا میدارند
چنانچه معلوم است سابقه علم بندی در این روستا کمی زیاد است و از بزرگان روستا که جویا شدیم محله علم روشت کنونی محلی برای عزاداری این روز بود که سابقا با برپایی چنین آیینی به این نام نیز تکیه زد.
در روز علم بندی مردم روستا میزبان خیل عظیمی از عاشقان اباعبداله حسین می شوند و یک بعد از ظهر خاطره انگیز حسینی را در کنار هم سپری می کنند.